# TV Mittelrhein
| Senderlogo               | Senderlogo                                                                                       |
| ------------------------ | ------------------------------------------------------------------------------------------------ |
|                          |                                                                                                  |
| Allgemeine Informationen |                                                                                                  |
| Empfang:                 | Kabel (digital via Vodafone Kabel Deutschland), Internet-Stream, Mediatheke, IP-TV via MagentaTV |
| Länder:                  | Rheinland-Pfalz                                                                                  |
| Eigentümer:              | DRF Deutschland Fernsehen Produktions GmbH & Co. KG                                              |
| Geschäftsführerin:       | Viktoria Kemp                                                                                    |
| Sendebeginn:             | 2006 de jure                                                                                     |
| Rechtsform:              | Privatrechtlich                                                                                  |
| Programmtyp:             | Regionalfernsehen                                                                                |
| Homepage:                | www.tv-mittelrhein.com                                                                           |
| Liste der Fernsehsender  |                                                                                                  |

TV Mittelrhein ist ein privater Regionalsender im nördlichen Rheinland-Pfalz in der Region Koblenz, Mittelrhein und Eifel. Betreiber ist die DRF Deutschland Fernsehen Produktions GmbH & Co. KG mit Sitz in Koblenz, die dem Unternehmer Frank Gotthardt gehört.

## Der Sender
Die Senderräume von TV Mittelrhein, welche von Vorgängersender „Kanal 10 – Regionalfernsehen Mittelrhein“ am 15. August 2015 übernommen wurden, waren zunächst weiterhin am 1991 bezogenen Standort in der Casinostraße in der Innenstadt von Koblenz. Zwischen 2006 und 2021 befanden sich die Räumlichkeiten des Senders zunächst im Keller (Studio und Produktion) und im Penthouse (Redaktion, Vertrieb & Verwaltung) eines Mehrfamilienhauses am Klostergut Besselich in Urbar bei Koblenz, ehe man im Jahr 2008 gemeinsam mit dem zuvor in Ransbach-Baumbach beheimateten Sender WWTV  ein eigens für die Sender erbautes „Medienhaus“ auf einem gegenüberliegenden Feld bezog. Zum 1. Juli 2021 zog der Sender nach Koblenz-Kesselheim, ins dortige Industriegebiet von Maria Trost.
Es werden ca. 155.000 Kabelhaushalte erreicht. Damit beträgt die technische Reichweite im Kabelnetz nach eigenen Angaben ca. 450.000 Zuschauer. Von Juni 2008 bis Dezember 2012 war TV Mittelrhein zusammen mit WWTV zusätzlich auch europaweit über den Satelliten Astra 1M zu empfangen.

## Sendegebiet
In folgenden Städten und Landkreisen im nördlichen Rheinland-Pfalz wird TV Mittelrhein über die Einspeisung im Kabelnetz verbreitet:

Koblenz, Andernach, Neuwied, Mayen, Lahnstein, Bad Ems, Nassau, Höhr-Grenzhausen, Bendorf, Adenau, Cochem, Boppard, St. Goar, St. Goarshausen sowie in vielen weiteren Orten in den Landkreisen Rhein-Lahn, Landkreis Mayen-Koblenz, Landkreis Neuwied, Landkreis Cochem-Zell und Rhein-Hunsrück-Kreis
Seit September 2006 überträgt TV Mittelrhein sein Programm auch über die eigene Homepage als Livestream. TV Mittelrhein ist im analogen und digitalen Kabel, im Internet, über die DRF TV App, Apple TV der 4. Generation und Amazon FireTV-Stick zu empfangen.

## Programm
Das aktuelle Programm startet täglich um 18:00 Uhr und wird für 24 Stunden wiederholt. Das Programm besteht aus regionalen Nachrichten mit den Schwerpunkten Wirtschaft, Politik, Bildung und Unterhaltung, sowie Sport, Kultur- und Magazinbeiträge.
Sendungen im Programm von TV Mittelrhein:
- Regionalnachrichten mit Regionalwetter
- Aktuelle Beiträge aus der Region
- Haus & Hof – das Immobilienmagazin
- Jobday
- Lifestyle56
- Talk56 exclusiv

## Geschichte
Regionales Fernsehen im Ballungsraum Koblenz wurde 1991 unter dem Namen „Kanal 10“ gegründet. Im November 2000 schlossen sich dann die drei regionalen Fernsehsender im nördlichen Rheinland-Pfalz also Kanal 10, WWTV sowie MYK-TV zum neuen Sender TVT1 zusammen. Sie erreichten damit zusammen 800.000 Zuschauer.
Der Zusammenschluss brachte aber nicht den erwarteten Nutzen und der neue Sender kam in finanzielle Schwierigkeiten, unter anderem wegen der fehlenden Akzeptanz des neuen Senders durch die Zuschauer. MYK-TV verabschiedete sich 2001 nach nur einem Jahr aus dem Verbund. 2003 fiel der Entschluss, wieder getrennte Wege zu gehen und in der jeweiligen Region alleine zu senden. Für Kanal 10 kam 2005 der endgültige wirtschaftliche Zusammenbruch, verbunden mit dem Entzug der Sendelizenz durch die zuständige Behörde LMK in Ludwigshafen.
TV Mittelrhein ist die Neugründung eines Fernsehsenders für die Region. Nach dem Bezug der Redaktion und Technikräume am Klostergut Besselich in Urbar bei Koblenz und der Bildung des Programmbeirates mit Persönlichkeiten der Region wurde der TV Mittelrhein im Frühjahr 2006 die behördliche Zulassung als Medienunternehmen erteilt. Im Herbst 2006 erfolgte nach einer öffentlichen Ausschreibung dann die Erteilung der Sendelizenz für die Region Mittelrhein. Das Sendegebiet von MYK-TV aus Mayen wurde nach dessen Einstellung am 31. Dezember 2006 von TV Mittelrhein übernommen.
TV Mittelrhein hat sich im Februar 2008 an WWTV beteiligt. Beide Sender schlossen sich unter der am 1. Februar 2013 gegründeten TVM/WWTV Produktions- und Lizenz GmbH zu einer Sendegemeinschaft zusammen.
Seit 2015 firmieren die Sender TV Mittelrhein und WWTV unter dem Dach der DRF Deutschland Fernsehen Produktions GmbH & Co. KG.